# Sofia de França (1776–1783)
Sofia de França (em francês: Sophie de France; Palácio de Versalhes, 5 de agosto de 1776 — Palácio de Versalhes, 5 de dezembro de 1783) foi a primeira filha de Carlos, Conde de Artois, futuro Carlos X da França e de Maria Teresa de Saboia, recebendo no nascimento o tratamento de Neta da França.

## Biografia
Sofia nasceu no Palácio de Versalhes durante o reinado de seu tio paterno, Luís XVI. Seu pai era Carlos Filipe da França, conhecido como o Conde d'Artois. Sua mãe era a princesa Maria Teresa de Saboia, terceira filha de Vítor Amadeu III da Sardenha e Maria Antônia da Espanha.
Ela era conhecida como Mademoiselle - um estilo muito prestigiada de endereço que foi dado à princesa solteira mais antigo na corte de Versalhes. Sofia também foi intitulado Mademoiselle d'Angoulême e Mademoiselle d'Artois - o ex refletindo o Duque de Angoulême, que foi o título de seu irmão Luís Antônio d'Artois. 
Seu pai, como filho do Delfim da França, ocupou o posto de Neto de França. Luís XVI declarou que sua sobrinha e seus irmãos seriam considerados como netos da França apesar de não terem nascido de um rei ou Delfim da França. Este posto de Neto, que se seguiu imediatamente os Filhos de França permitiu Sofia levar o estilo de Alteza Real, mas ela sempre foi conhecida como Mademoiselle.
Sofia morreu no Palácio de Versalhes com a idade de sete anos. Ela foi enterrada no Real Basílica de Saint-Denis, perto de Paris, o lugar do enterro tradicional da realeza de Bourbon. Retratos de Sofia e sua família existem em Versalhes, sendo um deles pelo famosa pintora Élisabeth-Louise Vigée-Le Brun.

## Galeria

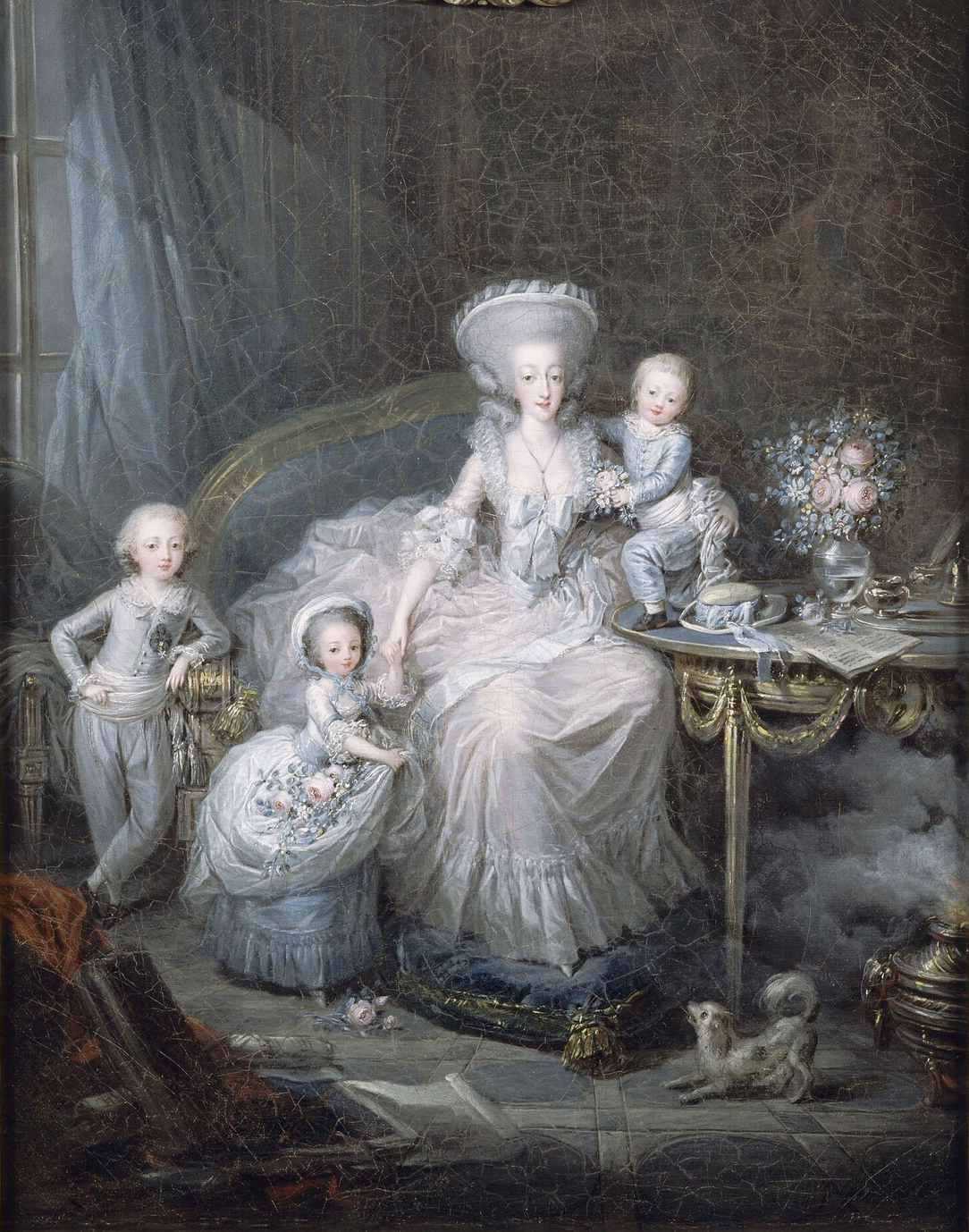
A família do Conde de Artois
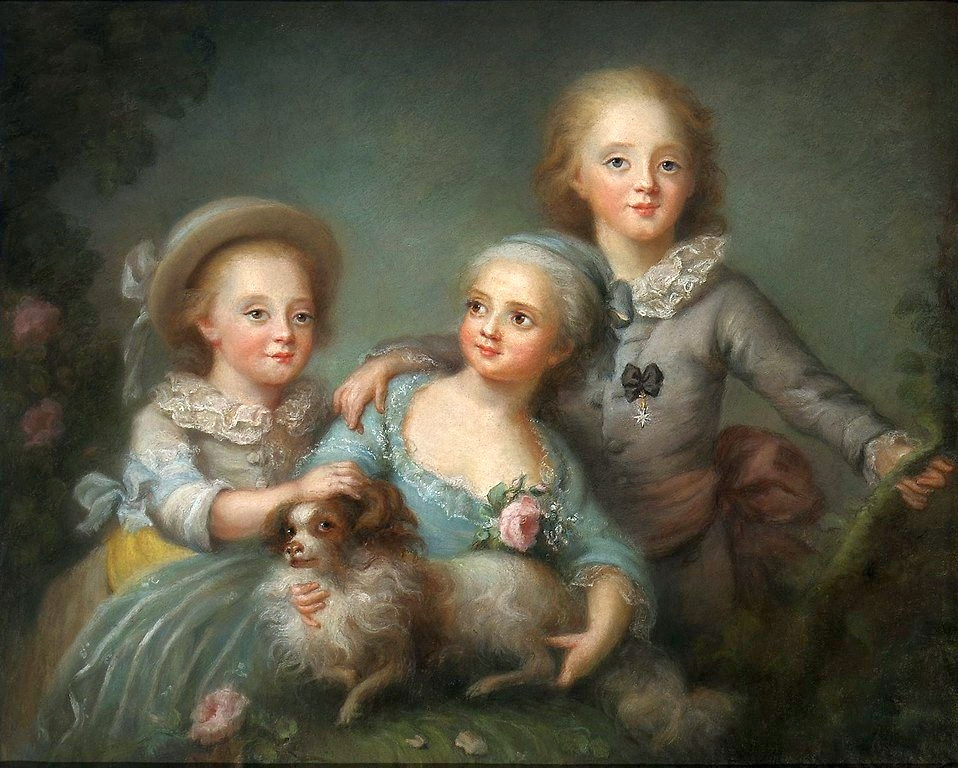
Os Filhos do Conde de Artois (Carlos, Sofia e Luís).

## Título e estilo
- 5 de agosto de 1776 – 5 de dezembro de 1783: Mademoiselle[1]